# ソフトウェア特許と自由ソフトウェア
ソフトウェア特許と自由ソフトウェア（ソフトウェアとっきょとじゆうソフトウェア）では、ソフトウェア特許と自由ソフトウェアについて記述する。
自由ソフトウェアコミュニティにおいて、ソフトウェア特許に対する反対論は根強い。これに対し、公知の問題を軽減しようと試みる様々な動きも見られる。

## コミュニティの見解
リチャード・ストールマン、アラン・コックス、ブルース・ペレンズ、リーナス・トーバルズをはじめとするコミュニティ指導者とレッドハット、MySQL ABなどの企業、そしてFSFE、IFSOなどのコミュニティ団体はいずれも特許が自由ソフトウェアに多大なる問題を引き起こすと考えている。

## 特許ライセンスとその手法
特許権者は特許権侵害者に、特許で保護される発明を継続して利用できるための許諾（ライセンス）を有償または無償で取得するよう要求する。さもなければ、特許権侵害者は特許侵害を停止しなければならない。その手段としては、可能性によるが、該当製品がこれ以上特許権侵害とならないよう、可能な限り特許を侵害する機能や要素を排除したり特許を侵害しないよう改変を加える、またはたとえ何年かけたとしても、該当特許が過度に広範な請求範囲を持っている（そのような特許の例としては、悪名高きAmazon 1-Click特許がある）としてその有効性に異議を申し立てたり、該当特許の全部ないし一部を却下に追い込むなどの対抗措置をとることになる。コンピュータ・プログラムはしばしば異なる多くの機能を実現可能なので、この不確実性はその他の発明と比較してもソフトウェアに関しては容易に起こり得る。また、ソフトウェアに関しては、特許を利用した発明は、特許権を侵害しない異なる別の手法により実現可能である。そうであるにもかかわらず、特許権が主張される要素のないソフトウェアは利用価値が低いともみられる。オープンソースの主だった人物や企業はソフトウェア特許の過度の拡大に不満を持っており、USPTOがそれら大部分に拒絶査定を下すべきであると主張する。マイクロソフト共同創業者のビル・ゲイツでさえ、1991年にこのような事を述べている。「仮にこんにち、アイディアが生み出された際に多くの人々が特許を得る方法を知り、実際にそれを得た場合、こんにちの産業は完全に立ち行かなくなっただろう。」

## 特許による自由ソフトウェアの利益
アメリカ合衆国の弁理士であるダニエル・ラヴィチャーは、富の集中を抑えることにつながる自由ソフトウェアの分散型開発モデルに加え、自由ソフトウェアによる公共の利益は経済的かつ法的な保護を創出する、と主張する。

## 自由ソフトウェアへ降りかかる問題
自由ソフトウェア・プロジェクトはソフトウェアの複製数単位での費用を徴収するような特許ライセンスを締結することはできない。その費用が安価であるかに関係なく、自由ソフトウェア頒布者はその複製がいくら成されているか正確な数を知るすべなどないからである。また複製の度に費用を支払ったり、誰かに通知しなければならないという追加的な制限を要求するソフトウェアはもはや自由ソフトウェアではない。ロイヤルティー・フリーまたは一度で世界規模で利用可能となる特許ライセンスは自由ソフトウェアとして受け入れ可能である。GNU General Public License（GPL）バージョン2では「あなたから直接間接を問わずコピーを受け取った人が誰でも『プログラム』を使用料無料で再頒布することを認めていない」特許ライセンスを要求する場合、頒布を許可しない（Section 7.）。2007年にリリースされたGPLバージョン3では同様の事項をSection. 10に明示している（記事"GNU General Public License#下流の受領者への自動的許諾"を参照）。

## OSRMによる研究結果（2004年）
2004年、Open Source Risk Management（OSRM）はダニエル・ラヴィチャーに特許に関する調査研究を委託した。この研究において、ラヴィチャーはLinuxカーネルが抱える特許リスクを算定している。

In conclusion, he found that no court-validated software patent is
infringed by the Linux kernel. However, Ravicher also found 283 issued but
not yet court-validated software patents that, if upheld as valid by the
courts, could potentially be used to support patent claims against Linux.

訳:

結論としては、彼（ラヴィチャー）はLinuxカーネルには現在、法廷で正当性が認められたソフトウェア特許への侵害はないと認定した。しかしながらラヴィチャーはまた、取得済みだがまだ法廷で正当性が認められていない283件のソフトウェア特許について、もし法廷で正当性が認められれば、特許に基づくLinuxへの請求の根拠となる可能性があると認定した。

## 特許へ対抗する手段

### 特許に対する報復
「特許への報復」条項は幾つかの自由ソフトウェアライセンスに含まれている。ソフトウェアのライセンシーが著作者や上流の頒布者、下流の受領者を特許権侵害で提訴した場合、そのような訴訟を提起した時点でライセンスを停止するという罰則をこれら条項で定めている。
フリーソフトウェア財団（Free Software Foundation, FSF）はGPLバージョン3の初版草稿と第2次草稿にて範囲は狭いながらもはじめて特許報復条項を設けた。しかしながらこの条項は、強制力と有効性について疑問の声が多く、条文に複雑さを加えるに当たってもその価値がないとの決定がなされたため、第3次草稿にて削除されている。第4次草稿並びに2007年に正式にリリースされたGPLバージョン3においては、ソフトウェアの下流受領者に対する「特許非係争条項」（Section 10. Paragraph 3）とGPLv3で保護されるソフトウェアに直接特許を組み込んだ者が特許ライセンスを下流受領者に授与する規定（Section 11.）が盛り込まれている。
より広範な対象を持つ特許報復条項を持つライセンスの例としては、Apache LicenseとMozilla Public Licenseが挙げられる。

### パテントプール
2005年、IBM、ノベル、フィリップス、レッドハット、ソニーはOpen Invention Network（OIN）を共同で設立した。OINは特許を買収し、「Linuxオペレーティングシステム、Linux関連のアプリケーションに対し特許権を行使しないことに同意する任意の企業、研究機関、個人」に特許をロイヤルティー・フリーで提供するためのパテントプールを管理する企業コンソーシアムである。ノベルはCommerce Oneという貴重なウェブサービス特許をOINに寄贈した。このような特許はウェブサービスを作成するものなら誰でも潜在的な脅威となりえるものである。OINの創設者は、これら取得済み特許は参加者の増加とLinuxやその関連アプリケーションへの法的な脅迫を阻止することが狙いであるとしている。OINの特許の恩恵に与るプロジェクトは、Monoをはじめとし他いくつか存在する。

### 法改正のためのロビー活動
ソフトウェア特許の存在自体やその強要に対抗するため、様々なロビー活動が誕生している。その最初期のものは、アメリカ合衆国におけるプログラミング自由連盟の活動である。おそらく最も成功した活動は、ヨーロッパにおける反ソフトウェア特許運動である。この運動の結果、欧州議会は欧州連合内でソフトウェア特許を推し進め、その侵害者の法的取締を強化するものであると自由ソフトウェアコミュニティが主張する、コンピュータによる実装の発明の特許取得に関する指令案（Proposed directive on the patentability of computer-implemented inventions）を否決した。
同様の運動が南アフリカ共和国でも開始されている。

### 再審査制度の活用
ソフトウェア特許に対して「進歩性」「新規性」に欠けるまたは、先行技術が既に存在すると主張し、特許再審査制度（re-examination system）を利用して廃止に追い込むことも考えられる。ことUSPTOに関してはその再審査による費用は訴訟による費用の10分の1であるとされる。この制度を活用するプロジェクトとしては、電子フロンティア財団のPatent Busting Project（特許破壊プロジェクト）が挙げられる。

## 特許権者による誓約
重要な特許ポートフォリオを保持するいくつかのソフトウェア企業は自由ソフトウェアコミュニティへ不当な攻撃を加えない旨の誓約を結んでいる。これらには対象範囲に大小の差があり、またこの対応については様々な反応を受けている。IBM、サン、ノキアの3社はこの例である。リチャード・ストールマンはこの件について、IBMの特許は「重要」であるがサンのそれは「本当に何も無く」、そしてノキアに関しては「得るものは無い」とそれぞれ評価している。
マイクロソフトはオープンソース開発者に対してはいかなる特許権の主張を行わない旨誓っていた。CEOのスティーブ・バルマーは本件について「我々の製品・技術に関する情報を共有する重要な段階かつ特筆すべき変化である」と述べていた。しかしこの誓約についていくつか懐疑的な見方も存在する。

## 特許権侵害の主張
マイクロソフトはOpenOffice.orgやLinuxカーネルなどの自由ソフトウェアが同社が保持する235件の特許を侵害したと主張し、特許ライセンス料請求の可能性まで述べていたが、これまでのところどの特許に抵触したかの情報開示を行わなかった。しかしながら、2009年、マイクロソフトは同社のFATファイルシステムのロングファイルネーム特許を無断で組み込んだLinuxカーネルを利用したとして、カーナビゲーション機器販売企業のTomTomを提訴した。注意すべきことに、このLinuxカーネル内にあるロングファイルネーム機能はTomTomが開発したのではない。
2008年1月、トレンドマイクロはアンチウイルスソフトウェアのClam AntiVirusを頒布していたバラクーダネットワークス社がトレンドマイクロの保持する特許を侵害したとして提訴した。のちにBarracudaは自社の特許が侵害されたとしてトレンドマイクロを反訴している。この訴訟で争われた特許は、以前Fortinetの間でも争われており、ITCはFortinetの特許権侵害事実を認定している。またそれ以前にはシマンテック、マカフィーもこの契約締結に応じている。

## マイクロソフトによる特許契約
2006年11月、のちに極めて物議を醸すこととなる、ノベルとマイクロソフト間の契約が締結された。この契約には特許ライセンスも含まれている。この件について自由ソフトウェアコミュニティからノベルへ多数の非難が寄せられた。2007年6月には、Xandrosが類似の契約を締結したとの発表を行った。2007年6月13日には、マイクロソフトとLinspireも同様の契約締結に至った。Linspireはその見返りとして、同社製品であるOSの検索エンジンのデフォルト設定をGoogleからLive Searchへと変更した。
Ubuntu創設者であり理事のマーク・シャトルワースはUbuntuはレッドハット同様このような契約は締結しないと主張していた。Mandrivaも「我々がマイクロソフトから保護を得る必要があるとは思わない」と弱い声明ながらも同様の発表を行った。
本件はGPLv3策定協議にも影響を与え、正式リリースされたGPLv3ではそのSection 11. Paragraph 4-7.にて同種の差別的特許契約をGPLv3のライセンシーに締結できないよう、新たな条項を設けている（詳細は記事"GNU General Public License#特許"を参照）。
2007年10月、特許保護を専門に扱う"IP Innovation LLC"という企業が、特許権侵害を主張しレッドハット、ノベルを提訴した。しかし、IP Innovation LLCはパテント・トロールに属す企業の子会社であり、マイクロソフトとの強い関係が疑われると述べる意見も一部ある。
正確には特許契約ではないが、2007年12月、マイクロソフトはSambaプロジェクトに同社のWorkgroupプロトコルを含む独占的技術文書数点へのアクセスを許可した。この契約の中でマイクロソフトはSambaに関連する特許全ての一覧を維持する義務を負う。Sambaプロジェクト側は従来からSambaに特許権侵害はないと発表しているが、このリストは一覧にあがった特許にSambaが抵触していないとの判断になる。この契約においてSambaの代理人Protocol Freedom Information Foundationは10,000ユーロをマイクロソフトに1回のみ支払う。この契約は欧州連合における競争法違反事件に対する2007年10月22日の同社決定に基づく、"Workgroup Server Protocol Program"（WSPP）によるものである。WSPPは類似の契約である"Microsoft Communications Protocol Program"（MCPP）とは、「複製数単位でのロイヤルティー支払い」ではない点で異なる。Samba開発者のジェレミー・アリソンによると、この契約は本質的にはNDAである。SambaはGPLv3で全体がライセンスされている自由ソフトウェアであるから、このことからGPLv3 Section 11.に規定されている「排他的契約の締結」（"discriminatory  agreement"）となり両ライセンスに違反するように思える。しかし、本契約では契約者であるPFIFに第三者（third party）に対する本契約のサブライセンスを許可している。 このことから、任意のSamba開発者はリストに記載されている特許を回避しつつ、マイクロソフトが持つ技術文書へある程度のアクセスが確保されたといえる。本契約の締結については、GPLに違反しないよう慎重に取引が進められており、FSFEのカルロ・ピアナ、SFLCのエベン・モグレンが法的代理人として動いている。

## ノベルの特許売却
2010年11月、ノベルはAttachmateによる買収提案受け入れを発表した。この買収契約には様々な問題があると報道されている。本買収提案に対し、ノベルの保有する特許882件についてはAttachmateに売却されず、CPTN Holdingsという企業コンソーシアムがその買収に名乗り出た。ドイツの規制当局（自由競争当局）である連邦カルテル庁の発表した資料によると、この企業コンソーシアムには、マイクロソフト、Apple、EMC、オラクルが参加しているとされる。この特許の中にはノベルが保有するUNIXの著作権に関する特許は含まれていない。CPTNは連邦カルテル庁に該当特許買収の申請書を提出したが、これに対しOSIはビジネスや政府・学術機関・非営利組織でのFOSS利用に対する重大な問題が発生する可能性があるとのコメントを発表し、本申請に対しドイツ規制当局にその調査を依頼した。その直後CPTNは申請を撤回したため調査が中断している。OSIはFSFEと共同で欧州連合の規制当局にも調査を依頼したが、当局は調査を実施していない。この状況を受けて2011年1月、OSIはFSFと共同でアメリカ合衆国司法省反トラスト局にCPTNの特許ポートフォリオの買収申請の調査を依頼した。本件はOSIとFSFが法律分野で協働した初のケースである。その後、CPTNはドイツ連邦カルテル庁に特許買収承認の申請を再度提出しており、OSIの懸念していた一部買収条件が緩和された。2011年4月7日OSIは本件に対するコメントを発表し、懸念していた買収条件は一部緩和されたが引き続き警戒が必要であると述べている。また2011年4月20日には、アメリカ合衆国司法省は一部買収条件の緩和により買収取引再開を承認したとのコメントを出した。その後、2011年4月27日、米国とドイツの規制当局が課した以下の条件、
- マイクロソフトは一時買収したノベルの特許全てをAttachmateに売却、そのかわり、Attachmateによる特許ライセンスを購入すること。
- VMwareを子会社にもつEMCは、仮想化に関する33件の特許買取を見送ること。
- ノベルの特許は全て、ソフトウェア資産のライセンスに関してGNU GPLv2で、特許財産としてはOINの自由な特許ライセンス条件の下で売却すること。
- CPTNは、どの特許をOINの特許ライセンス下で提供するのか、という個別の制限を設ける権利を有さないこと

などという条件に従った上で、Attachmateのノベルの合併とCPTNの特許買取が完了した。ただ、自社製品がAndroidと競合するアップルと、DB、OS（Solaris）などでLinuxシステムなどと競合するオラクルは結果として見過ごされた形になった。

## Debianプロジェクトの特許問答集
2011年7月8日、Debianプロジェクトの要請によりSFLCに所属する法曹家が作成した「コミュニティディストリビューション特許ポリシー FAQ」が公開された。これは特許の基本的事項の説明、例えば著作権と特許権との違い（例: 米国法におけるフェアユースの有無）から始まり、特許権侵害の詳説、侵害の結果起こりえる法的責任（差止や侵害者の不法行為に対する被害者への損害賠償）、コミュニティベース・ディストリビューション（非営利でのOS頒布）が被る可能性のある特許訴訟に対する防御策をいくつか提案している。とりわけこの中では、特許を「不必要に認識した」（「発明の内容を不必要に知った」）上で自由ソフトウェア・プロジェクトへの貢献を行うことは、プロジェクトを危険にさらす行為であると警告している。